# 蒙蒂·霍尔
蒙蒂·霍尔（英語：Monty Hall，1921年8月25日—2017年9月30日，生于温尼伯），加拿大演员，歌手和运动员，美国电视有奖竞赛节目的主持人。他从1963年到1986年长期主持《Let's Make a Deal》节目。1973年8月24日，霍尔在好萊塢星光大道上获得了了一颗属于自己的星星。1988年5月，加拿大政府授予他加拿大勋章，表彰其在加拿大和世界其他国家的人道主义工作。
由于他在《Let's Make a Deal》中的工作，概率谜题蒙蒂·霍尔问题以他的名字命名。在1991年接受《纽约时报》采访时，他对这个问题给出了自己的解决方案。
2017年9月30日，霍爾因心臟衰竭於比佛利山的家中過世，享年96歲。10月3日，他被安葬於山坡紀念公園公墓。